# Стимуланс (филм)
Стимуланс (енгл. The Boost) амерички је драмски филм из 1988. године, режисера Харолда Бекера. Главне улоге играју Џејмс Вудс, Шон Јанг, Џон Капелос, Стивен Хил, Џун Чандлер и Аманда Блејк.

## Радња
Лени Браун (Џејмс Вудс) преварант је који продаје некретнине и силно жели да постане богат. У браку је с Линдом (Шон Јанг), помоћном правницом и аматерском плесачицом. Пар је првобитно материјално сиромашан али у љубави богат. Линда обећава да ће остати са својим мужем све док не „падне са земље”. Селе се у Калифорнију како би Лени радио за просперитетног бизнисмена — Макса Шермана (Стивен Хил); бави се продајом, а у питању су уносне инвестиције у тзв. пореским склоништима (енгл. tax shelters).
Живот Браунових одједном постаје првокласан, веома луксузан; имају скупоцену кућу с базеном и џакузијем те мерцедес од 40.000 долара, посећују партије на које долазе чланови вишег друштва — Лени је уверен да су недодирљиви. Међутим, ово не потраје баш дуго; Лени и Макс банкротирају након што схвате да су запали у дуг од 700.000 долара, јер законима о порезима у којима су они нашли рупу прети ревизија — што одбије све нове али и неке купце с којима већ склопљен уговор.
Лени и Линда падају у све већи очај, а ситуацију погоршава и њихов пријатељ — Џоел Милер (Џон Капелос), јер их ’навуче’ на кокаин за који им је обећао да је најбољи стимуланс. Они тако постају зависници. Губе кућу, ауто и посао. Линда је остала трудна, али надрогирана падне низ степенице и побаци.
Ленијев живот се мало по мало распада, а навика коришћења дроге прелази у тешку зависност. Он успе пронаћи нову велику пословну шансу и договори састанак са двојицом бизнисмена који су повезани са Саудијсцима, али све упропасти јер је на разговору био надрогиран и направио сцену само зато што није добио тражени и уобичајени сто већ онај за обичне госте. Све кулминира по повратку у унајмљени стан, када Лени озбиљно претуче Линду јер га је спречила да већ нестабилан ушмрка још дроге; због овога она заврши у болници. Тада Линда одлучује да јој је коначно доста свега и потражи помоћ; заљубљује се у доктора који је лечи и остаје живети с њим.
На крају, приказује се Лени у свом ћумезу како разговара с бившим пријатељем који је успешан у свом послу али га је ипак дошао посетити; Лени још увек користи кокаин, што ће га у коначници вероватно и докрајчити.

## Улоге
| Глумац         | Улога        |
| -------------- | ------------ |
| Џејмс Вудс     | Лени Браун   |
| Шон Јанг       | Линда Браун  |
| Џон Капелос    | Џоел Милер   |
| Стивен Хил     | Макс Шерман  |
| Кел Кер        | Рошел        |
| Џон Ротман     | Нед          |
| Аманда Блејк   | Барбара      |
| Грејс Забриски | Шерил        |
| Марк Попел     | Марк         |
| Фред Макарен   | Том          |
| Сузана Кент    | Хелен        |
| Либи Бун       | Делорес      |
| Грег Дисон     | Мајкл        |
| Дејвид Престон | сурфер       |
| Џун Чандлер    | секретарица  |
| Едит Филдс     | офис менаџер |
| Бари Џенер     | Били         |

## Одзив
Стимуланс је добио помешане критике. Роџер Иберт је филму дао три и по од могуће четири звездице у рецензији од 28. децембра 1988. године (на датум изласка филма) у Чикаго сан-тајмсу; описао га је као „један од најуверљивијих и најстрашнијих осликавања зависности од дроге коју је икада видео”. Леонард Малтин није био сличног мишљења; он је филму дао једну и по од могуће четири звездице и изјавио следеће: „Застој који је на екрану од 30 минута пре него што схватите да *јесте* против дрога... Као и са Џеком Николсоном у Исијавању, тешко је разликовати Ленија ’пре’ од оног ’после’.”
Џејмс Вудс је 1989. године номинован за Независну награду Спирит у категорији „најбоља главна улога”.